# JSAT Corporation
JSAT Corporation (JSAT) era um operador de satélites com uma frota de oito satélites em órbita. De acordo com um relatório de 2004, A JSAT era o quinto maior operador de satélites do mundo, a receita do ano fiscal foram classificados em 2003. A JSAT foi a primeira operadora privada de comunicações por satélite no Japão, iniciando suas operações após a promulgação da lei de telecomunicações e negócios do Japão, em 1985. Em outubro de 2008 a JSAT, fundiu-se com a SKY Perfect Communications, Inc. e a Space Communications Corporation, resultando na criação da SKY Perfect JSAT Group.

## Satélites
| Satélite  | Fabricante          | Data do lançamento      | Veículo de lançamento | Estado    | Nota |
| --------- | ------------------- | ----------------------- | --------------------- | --------- | --- |
| JCSAT-1   | Hughes              | 6 de março de 1989      | Ariane 44LP           | Inativo   | |
| JCSAT-2   | Hughes              | 1 de janeiro de 1990    | Commercial Titan III  | Inativo   | |
| JCSAT-3   | Hughes              | 29 de agosto de 1995    | Atlas IIAS            | Inativo   | |
| JCSAT-4   | Space Systems/Loral | 17 de fevereiro de 1997 | Atlas IIAS            | Ativo     | O satélite foi adquirido pela Intelsat em 2009, renomeado para Intelsat 26 e foi arrendado para a Turksat. |
| JCSAT-5   | Hughes              | 2 de dezembro de 1997   | Ariane 44P            | Ativo     | Também conhecido por JCSAT-1B                                                                              |
| JCSAT-6   | Hughes              | 16 de fevereiro de 1999 | Atlas II-AS           | Ativo     | Também conhecido por JCSAT-4A                                                                              |
| JCSAT-8   | Hughes              | 29 de março de 2002     | Ariane 44L            | Ativo     | Também conhecido por JCSAT-2A                                                                              |
| JCSAT-9   | Lockheed Martin     | 12 de abril de 2006     | Zenit-3SL             | Ativo     | Também conhecido por JCSAT-5A e N-Star D                                                                   |
| JCSAT-10  | Lockheed Martin     | 11 de agosto de 2006    | Ariane 5 ECA          | Ativo     | Também conhecido por JCSAT-3A                                                                              |
| JCSAT-11  | Lockheed Martin     | 5 de setembro de 2007   | Proton-M              | Fracassou | |
| JCSAT-12  | Lockheed Martin     | 21 de agosto de 2009    | Ariane 5 ECA          | Ativo     | Também conhecido por JCSAT-RA                                                                              |
| JCSAT-110 | Lockheed Martin     | 6 de outubro de 2000    | Ariane 42L            | Ativo     | Também conhecido por Superbird 5, Superbird D e N-SAT 110                                                  |

## Horizons Satellite LLC
A JSAT é dona de um patrimônio de 50% dos satélite da Horizons Satellite LLC, uma joint venture com a Intelsat.

## Satélites Horizons
| Satélite   | Fabricante                   | Data do lançamento     | Veiculo de lançamento | Estado | Nota                            |
| ---------- | ---------------------------- | ---------------------- | --------------------- | ------ | ------------------------------- |
| Horizons 1 | Hughes                       | 1 de outubro de 2003   | Zenit-3SL             | Ativo  | Também conhecido por Galaxy 13. |
| Horizons 2 | Orbital Sciences Corporation | 21 de dezembro de 2007 | Ariane 5GS            | Ativo  |                                 |